# Cơn mưa thịt viên
Cơn mưa thịt viên (tiếng Anh: Cloudy with a Chance of Meatballs) là nhượng quyền truyền thông do Sony Pictures Animation sản xuất và dựa trên cuốn sách cùng tên của Judi Barrett. Các bộ phim đã nhận được đánh giá chung tích cực từ các nhà phê bình. Bộ phim đã thu về 517 triệu đô la tại phòng vé.

## Phim

### Cơn mưa thịt viên (2009)
Khi Flint Lockwood, một nhà sáng chế muốn phát minh ra "FLDSMDFR", một cỗ máy có thể biến Nước thành Thức ăn, anh đã tạo ra nó với ý định cứu quê hương của mình, một hòn đảo nhỏ bé được gọi là "Swallow Falls", khỏi số phận phải ăn cá mòi cho phần còn lại của cuộc sống của họ. Anh ấy vô tình phóng nó lên bầu trời và gặp thực tập sinh thời tiết của News, Sam Sparks, một nhà Khí tượng học. Họ nhanh chóng phát hiện ra rằng chiếc máy của Flint hiện đang làm mưa thực phẩm, và từ sự thoải mái trong phòng thí nghiệm của mình, Flint có thể lập trình cho chiếc máy làm mưa bất kỳ thực phẩm nào mà anh ấy chọn. Nhưng khi "Dangomiter" kết thúc bằng màu Đỏ, thức ăn bắt đầu lớn hơn và lớn hơn không phải lúc nào cũng ngon hơn. Cơn bão thực phẩm kết thúc bao phủ toàn bộ địa cầu trong lượng thực phẩm khổng lồ, và Flint, Sam, Baby Bent, Steve và Manny sẽ giải cứu thế giới.

### Cơn mưa thịt viên 2 (2013)
Khi trở lại Swallow Falls, họ nhận thấy rằng một môi trường giống như rừng rậm được tạo ra từ thức ăn đã phát triển quá mức trên hòn đảo. Tim ở lại trong khi Flint và những người khác điều tra, tìm thấy một môi trường sống rộng lớn của động vật thực phẩm sống được gọi là thức ăn và gặp một quả dâu tây dễ thương có biệt danh là Barry. Tim, đang tìm kiếm cá mòi tại cửa hàng bán đồ bỏ hoang của mình, bắt gặp một gia đình dưa chua hình người và gắn bó với họ bằng cách đánh cá. Chester phát hiện ra rằng Flint đã cho phép bạn bè của mình tham gia cùng anh ta trong nhiệm vụ, vì vậy anh ta đi đến hòn đảo với Barb, sợ hãi và quyết tâm tách họ ra, và anh ta đến đúng lúc để cứu họ khỏi một Cheespider. Sau đó Flint tìm thấy phòng thí nghiệm cũ của mình và phát minh ra một thiết bị để tìm FLDSMDFR. Sau khi thoát khỏi một cuộc tấn công của Tacodile, Sam nhận thấy rằng cây lương thực đang bảo vệ gia đình của nó, và bắt đầu nghi ngờ Chester làm thế nào để không tốt. Sam cố gắng thuyết phục Flint tiết kiệm thức ăn, nhưng Flint có ý định gây ấn tượng với Chester. Sam tức giận bỏ đi, và những người bạn khác của Flint cũng đi cùng cô. Trong rừng rậm, Manny xác nhận sự nghi ngờ của Sam khi anh đảo ngược logo của Live Corp để tiết lộ từ "Live" là "Evil" bị đánh vần ngược. Ngoài ra, Sam chứng minh rằng thức ăn không có ý nghĩa gì bằng cách thuần hóa Cheespider. Họ cũng biết rằng những người thực phẩm đã biết sự thật về Live Corp trước đây. Khi nhận ra ý định của Chester, cả nhóm sau đó bị phục kích bởi các nhân viên của Evil Corp.